# 야코블레프 Yak-18

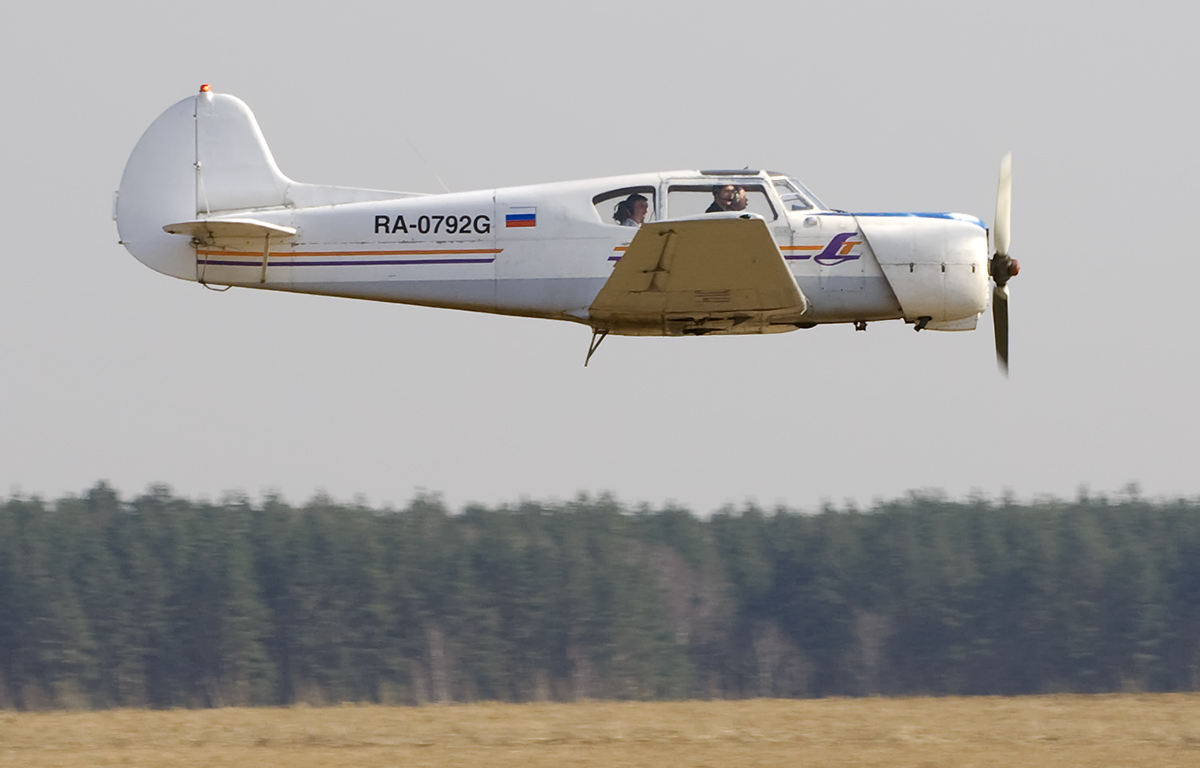
야코블레프 Yak-18

야코블레프 Yak-18(NATO 코드명: Max)은 소련의 야코블레프가 개발한 2인승 훈련기이다.
1944년부터 UT-2를 개량한 훈련기 개발에 착수했으며 1946년에 첫 비행을 가졌다. UT-2 MV를 개량한 전투기로서 야간 공습이 가능하도록 설계된 것이 특징이다. 소련 공군의 훈련기로 처음 사용된 이후에는 한국 전쟁 시기에는 조선민주주의인민공화국 공군의 야간 공격기로 사용되었다.
1954년에는 중국에서 라이센스 승인을 받은 CJ-5가 출시되었다. 냉전 시대에는 바르샤바 조약 기구의 표준 훈련기로 사용되었고 냉전 종식 이후에는 서방권 국가에서 비행 훈련기로 사용되었다.

## 제원
- 승무원: 2명
- 전체 길이: 8.35m (27 ft 5 in)
- 전체 너비: 10.60m (34 ft 9 in)
- 전체 높이: 3.35m (11 ft 0 in)
- 날개 면적: 17.8m2 (191 ft2)
- 자체 중량: 1,025kg (2,255 lb)
- 최대 중량: 1,320kg (2,904 lb)
- 엔진: 베데네예프 M14P 9기통 피스톤 엔진 (260 hp) × 1
- 최대 속도: 300km/h (187 mph)
- 항속 거리: 700km (436 마일)
- 최대 상승 고도: 5,060m (16,596 ft)